# 31.ª Avenida Suroeste
La 31.ª Avenida Suroeste (Trigésima primera Avenida Suroeste) es una vía secundaria del sector suroeste de la ciudad de Managua, Nicaragua. Se extiende en segmentos discontinuos desde el centro-oeste histórico de la ciudad hacia el sector suroccidental.

## Trazado
El primer segmento de la avenida comienza en la Calle Central (Managua) dentro del Barrio Monseñor Lezcano Oeste, avanzando hacia el sur y atravesando la Pista Las Brisas, el Reparto España y culminando en la NIC-2 a la altura de Jardines de Managua.
Un segundo tramo aparece más al sur, comenzando en la Pista Juan Pablo II frente al Hospital General Occidental de Managua (Manolo Morales), continuando por zonas residenciales y atravesando la 40 Calle Suroeste en el sector oeste de Tierra Prometida. 
En un tercer tramo continua hasta el barrio Camilo Ortega y termina en la 78.ª Calle S.O..

## Intersecciones principales
- Calle Central (Managua) – Inicio norte del primer tramo
- Pista Las Brisas – Vía rápida oeste de Managua
- Calle 4 de Noviembre – Eje transversal en Reparto España
- NIC-2 – Carretera Panamericana
- Pista Juan Pablo II – Paso importante en zona hospitalaria
- 40 Calle Suroeste – Intersección en zona residencial

## Barrios que atraviesa
- Monseñor Lezcano Oeste
- Reparto España
- Jardines de Managua
- Tierra Prometida
- Camino Ortega

## Coordenadas
12°8′4″N 86°17′5″O / 12.13444, -86.28472